# Casimirův jev

Příklad Casimirova jevu

Casimirův jev (Casimirův efekt, Casimirova síla) se vysvětluje jako projev existence párů virtuálních částic ve vakuu. Tento koncept ovšem není potřeba k vysvětlení tohoto jevu. Jev nastává v případě, že se velmi blízko sebe ocitnou například dvě nenabité desky, které by se vzhledem k absenci náboje neměly navzájem silově ovlivňovat. Materiál desek však ovlivňuje výslednou velikost síly.
Dvě rovnoběžné nenabité desky se vzájemně přitahují malou, avšak nenulovou silou (která je pro dostatečně tenké desky podstatně větší, než vzájemná gravitační přitažlivost). Jak v okolním prostředí, tak i mezi těmito deskami totiž vznikají vakuové fluktuace (virtuální páry částic a antičástic). Ty, které vznikají mezi deskami, mají omezený soubor možných vlnových délek, neboť musí mít takovou vlnovou délku, aby vzdálenost mezi deskami byla jejím celočíselným násobkem. To znamená, že virtuálních párů částic vzniká v prostoru mezi deskami o něco méně než mimo ně, kde mohou nabývat libovolných vlnových délek.
Casimirův jev není omezen na případ vakuové mezery, ale vyskytuje se i v případě, že mezera mezi deskami je vyplněna libovolnou reálnou tekutinou. Budou-li navíc materiál desek a tekutina mezi nimi mít rozdílnou permitivitu, může být výsledný efekt Casimirovy síly také odpudivý. Ten nastane tehdy, bude-li hodnota permitivity tekutiny ležet mezi hodnotami permitivity desek. Přitažlivá Casimirova síla (vakuová), úměrná součinu permitivity obou látek, pak bude mezi jednou deskou a tekutinou větší, než mezi deskami navzájem, což povede ke vnikání tekutiny do mezery s následkem výsledného odpuzování desek.
Zatímco přitažlivý efekt Casimirovy síly působí v oboru nanotechnologií jisté problémy, protože způsobuje nechtěnou přilnavost nanosoučástek, odpudivý jev lze naopak velmi vhodně využít např. pro konstrukci usazení velmi citlivých mikrosoučástí přístrojů (tzv. kvantová levitace) nebo návrhy mikropřístrojů s velmi nízkým třením.

## Historie objevu
Tento kvantový jev předpověděl na základě kvantové teorie vakuových fluktuací v roce 1948 Hendrik Casimir, a sice pro dokonale vodivé desky ve vakuu. V roce 1956 Jevgenij M. Lifšic jeho předpověď zobecnil pro reálné materiály desek a reálnou tekutinu mezi nimi a ukázal, že výsledný efekt síly může být i odpudivý. Proto je síla někdy nazývána Casimirova-Lifšicova.
Poprvé byl Casimirův efekt experimentálně potvrzen v roce 1996 a v roce 1999 udělila NASA tříletý grant na vyjasnění otázky, je-li tedy možné tuto energii čerpat a případně využít ke kosmickému pohonu.
Experimentální důkaz odpudivého efektu Casimirovy síly byl publikován počátkem roku 2009.

## Tepelný Casimirův jev
Nebo také tepelná Casimirova síla je velmi podobným efektem, který se projevuje na velmi krátké vzdálenosti dokonale vodivých materiálů ve vakuu. Klasický Casimirův jev je však projevem fluktuací v elektromagnetickém poli, kdežto tepelný casimirův jev je projevem teplotních fluktuací v elektromagnetickém poli. Na rozdíl od klasického Casimirova jevu se vyskytuje i ve větších vzdálenostech jako 3 µm. Této vlastnosti bylo využito při prokázání tepelné Casimirovy síly, detekováním efektů Casimirova jevu vědci zjistili, že ve vzdálenostech větších jak 3 µm nedochází k rapidnímu poklesu energetických hodnot, tak jak by podle teorie mělo. Oba materiály se navzájem přitahovaly až do vzdálenosti 7 µm, což je připisováno právě tepelnému Casimirovu efektu.